# Elliott Smith
Steven Paul "Elliott" Smith (n. 6 august 1969 – d. 21 octombrie 2003) a fost un compozitor, cântăreț, instrumentist și muzician american.  Deși era perceput în special ca un chitarist, vocalist și compozitor, Smith era un muzician complet, fiind un bun cunoscător al pianului, clarinetului, chitarei bas, muzicuței și instrumentelor de percuție.  Elliott Smith avea un stil vocal interpretativ distinct carecterizat de interpretarea textelor pieselor muzicale într-o modalitate aproape șoptită, care a fost comparată în consistența rostuirii cu delicatețea dar trăinicia unei pânze de paianjen, conform originalului, "his whispery, spiderweb-thin delivery", și de utilizarea metodei de înregistrare cunoscută ca multi-tracking pentru a realiza armonia vocală a pieselor muzicale.  Deși născut în Omaha, Nebraska, și crescut în Texas, Smith și-a petrecut cea mai mare parte a vieții sale în Portland, Oregon.
După ce a cântat în formația de muzică rock Heatmiser, Smith și-a început cariera sa solo în 1994 cu lansarea sa de către casele de discuri independente Cavity Search și Kill Rock Stars.  Ulterior a semnat un contract cu DreamWorks Records în 1997, pentru care a compus și lansat două albume.  Elliott Smith a devenit faimos odată cu nominalizarea cântecului său "Miss Misery", scris pentru filmul Good Will Hunting, care a fost nominalizat pentru un premiu Oscar în categoria Best Original Song în 1998.

### Oficiale
- en  SweetAdeline.net - Official Elliott Smith website
- en  SweetAddy.com - Official discussion forums
- en  Cavity Search Records
- en  Kill Rock Stars Arhivat în 25 februarie 2008, la Wayback Machine.

### Ne-oficiale
- Format:AMG Artist
- Elliott Smith (discografie) la MusicBrainz
- Elliott Smith la Internet Movie Database
- en  BrainyQuote - Elliott Smith quotes
- en  BBC obituary

### Diverse surse multi-media
- en  ElliottSmithBsides.com Arhivat în 4 martie 2016, la Wayback Machine. - Unreleased demos
- en  Archive.org - Extensive collection of full-length live recordings on the Internet Archive
- en  Trash Treasury - Download hub for live recordings and discussion forum
- en  BlamoNet - Image gallery